# Zeuxippus atellanus
Zeuxippus atellanus är en spindelart som beskrevs av Tord Tamerlan Teodor Thorell 1895. Zeuxippus atellanus ingår i släktet Zeuxippus och familjen hoppspindlar. Inga underarter finns listade i Catalogue of Life.